# Eien / Universe / Believe in Love
Eien / Universe / Believe in Love – dwudziesty ósmy singel koreańskiej piosenkarki BoA. Singel został wydany 18 lutego 2009 roku.
Singel znajduje się na albumie Best & USA.

## Lista utworów
- CD singel, CD maxi-singel, DVD, DVD-Video (18 lutego 2009)[1]

1. „Eien” – 4:33
2. „Universe” feat. Crystal Kay & Verbal (M-Flo) – 4:20
3. „Believe In Love” (Acoustic Version) – 4:26
4. „Best Hit Mega Blend” – 4:56
5. „Eien” (Instrumental) – 4:33
6. „Universe” feat. Crystal Kay & Verbal (M-Flo) (Instrumental) – 4:19

DVD-1 „Eien” (Music Video)
DVD-2 „Introduction Of Best & USA”
DVD-3 „Best Mega Hits Blend: Visual Remix”
- CD singel, CD maxi-singel, Enhanced (18 lutego 2009)[2]

1. „Eien” – 4:33
2. „Universe” feat. Crystal Kay & Verbal (M-Flo) – 4:20
3. „Believe In Love” (Acoustic Version) – 4:26
4. „Best Hit Mega Blend” – 4:56
5. „Eien” (Instrumental) – 4:33
6. „Universe” feat. Crystal Kay & Verbal (M-Flo) (Instrumental) – 4:19

CD-Extra „Introduction Of Best & USA”

## Notowania na Listach przebojów
| Kraj    | Lista (2009)         | Najwyższa pozycja |
| ------- | -------------------- | ----------------- |
| Japonia | Weekly Singles Chart | 8                 |